# Polskie szkoły przekładu
Polskie szkoły przekładu – koncepcje przekładowe, spójne podejścia teoretyczne (oraz prowadzona zgodnie z nimi dydaktyka) w polskiej tradycji studiów nad przekładem.
Tradycyjnie teoria przekładu literackiego w Polsce opierała się na dokonywanej przez tłumaczy analizie pracy własnej lub innych, w której zamieszczane były spostrzeżenia i komentarze. O „szkołach przekładu” można mówić dopiero od lat 60. i 70. XX wieku, kiedy to w Poznaniu i Warszawie tworzą się ośrodki studiów nad przekładem, rozwijające własne koncepcje teoretyczne i zajmujące się dydaktyką w dziedzinie tłumaczenia. Pierwsza jednostka naukowa prowadząca badania z zakresu teorii i krytyki przekładu (przede wszystkim literackiego) to powstały w 1981 r. przy Wydziale Filologicznym Uniwersytetu Łódzkiego Międzyinstytutowy Zakład Teorii Tłumaczenia, który działał do roku 1995. Jego kierownikiem był tłumacz i przekładoznawca prof. dr hab. Zygmunt Grosbart (6.06.1923 – 6.02.2002).

## Szkoła poznańska

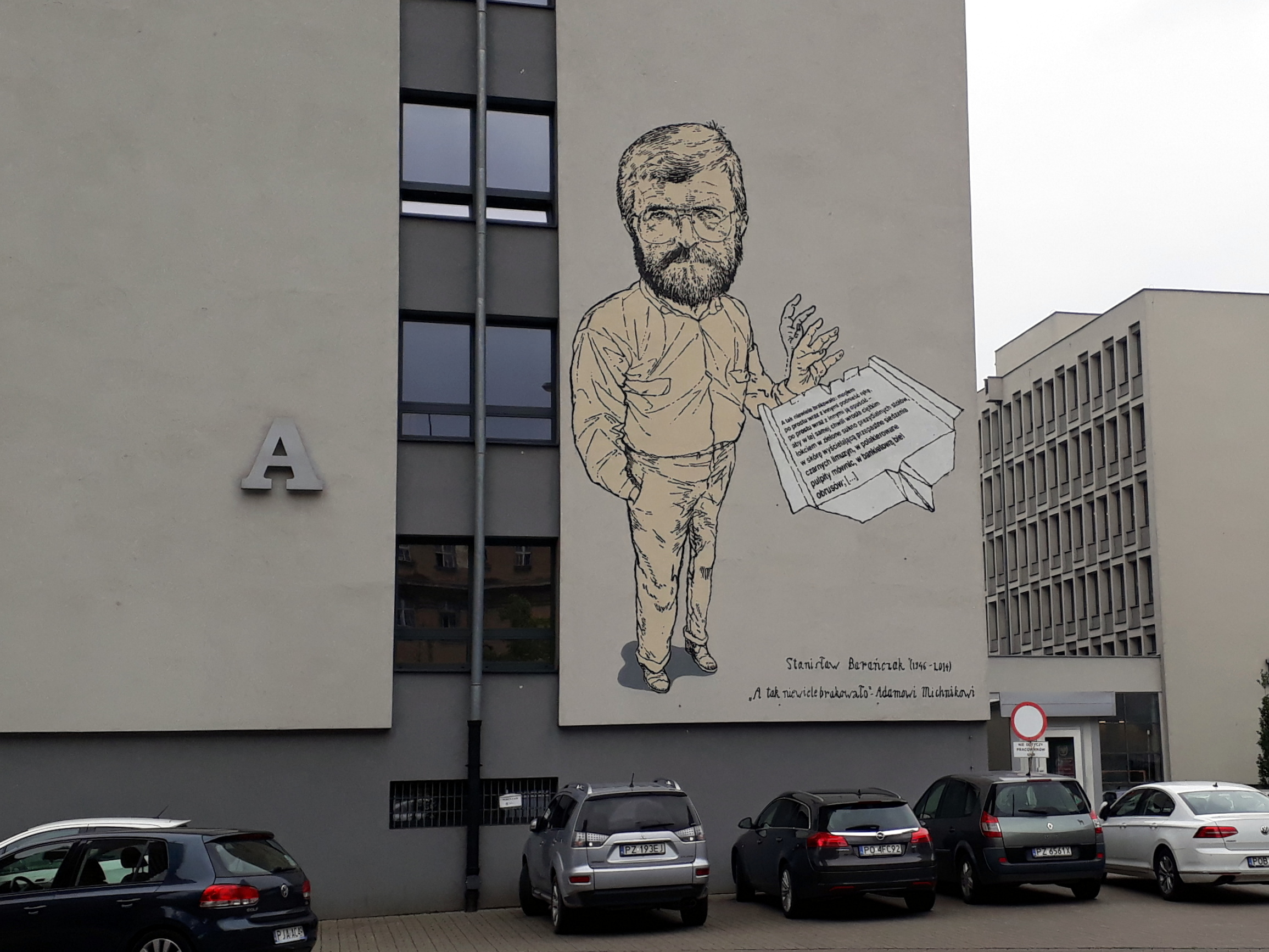
Mural przedstawiający Stanisława Barańczaka; Poznań, okolice Wydziału Neofilologii Uniwersytetu im. Adama Mickiekwicza

Zapoczątkowana przez Edwarda Balcerzana (ucznia Jerzego Ziomka), przedstawiciela literaturoznawczego nurtu badań przekładowych (w latach sześćdziesiątych i siedemdziesiątych Edward Balcerzan zajmował się m.in. problemem pól znaczeniowych w przekładzie oraz odtworzeniem stylistyki oryginału).
Główne obszary badań szkoły:
- tłumaczenie literackie w serii przekładowej,
- autoprzekład,
- wielojęzyczność literatury.

Inni przedstawiciele: Stanisław Barańczak, Anna Legeżyńska, Ewa Kraskowska.

## Szkoła warszawska
Zapoczątkowana przez Franciszka Gruczę, zwolennika lingwistycznej szkoły translatorycznej nazywanej Szkołą Lipską (Franciszek Grucza postulował, że przekład jest przekazem komunikatu).
W 1970 r. w Warszawie powstał Instytut Lingwistyki Stosowanej, który w latach osiemdziesiątych był jednym z głównych ośrodków badań nad przekładem tekstów nieliterackich. Instytut prowadzi działalność dydaktyczną i naukową w dwóch specjalnościach: glottodydaktycznej i tłumaczeniowej.
Główne obszary badań szkoły:
- tłumaczenie ustne i pisemne tekstów nieliterackich,
- kompetencje tłumacza (językowe, komunikacyjne, kulturowe),
- definicja ekwiwalencji w praktyce,
- psychologiczne aspekty tłumaczenia,
- dydaktyka i kształcenie profesjonalnych tłumaczy (przezwyciężenie koncepcji tłumaczenia jako sztuki niedefiniowalnej).

Inni przedstawiciele: Barbara Kielar, Andrzej Kopczyński, Zofia Kozłowska.

## Stanisław Barańczak – jego wpływ na polską szkołę przekładu artystycznego
Stanisław Barańczak, jako wychowanek Jerzego Ziomka i Edwarda Balcerzana, jest zazwyczaj uważany za przedstawiciela „poznańskiej szkoły” przekładu. Jego tłumaczenia wykraczają jednak poza podejście istniejących „szkół”, a na publikacjach Barańczaka z zakresu teorii przekładu nieustannie kształcą się polscy tłumacze, bez względu na język, w którym pracują.
Ocalone w tłumaczeniu (1992) Barańczaka to jedna z najczęściej cytowanych książek w tekstach dotyczących teorii tłumaczenia. Autor porusza w niej problemy takie jak: ekwiwalencja i przekładalność, tłumaczenie polisemii i komizmu, kryteria zastosowania technik adaptacyjnych, archaizacja w tłumaczeniu itd. Jako przykłady rozwiązań poszczególnych trudności Barańczak podaje fragmenty własnych tłumaczeń. Jedną z teoretycznych propozycji Barańczaka w przekładzie poezji jest heurystyczny model tłumaczenia, którego podstawą jest pojęcie „dominanty semantycznej” (również: „dominanty stylistycznej”), czyli takiego znaczeniowego lub formalnego elementu wiersza, który jest najważniejszy, nieusuwalny i niezastępowalny. Dominantą semantyczną może być m.in. rym, składnia czy forma gatunku poetyckiego. Krytycy tego podejścia zwracają uwagę na fakt, że zakłada ono jedno „odczytanie” utworu. W rzeczywistości natomiast każdy tłumacz może wybrać inną dominantę.
Zgodnie z modelem Barańczaka w interpretacji poezji nie są potrzebne informacje biograficzne czy społeczno-historyczne.